# Деймах (Тесалия)
Вижте пояснителната страница за други значения на Деймах.
Деймах (на старогръцки: Δηίμαχος, Deimachos) е в древногръцката митология тесалиец от град Трика в Тесалия.
Деймах има три сина Дейлеон, Автолик и Флогиос, които придружават Херакъл в похода му против Амазонките. Когато по пътя са разделени от Херакъл, те се установяват на Халис близо до Синоп. От там те са взети от минаващите Аргонавти.